# Eberstein, Kärnten
Eberstein  är en ort och kommun  i Österrike. Den ligger i distriktet Sankt Veit an der Glan i förbundslandet Kärnten, i den södra delen av landet. 
I omgivningarna runt Eberstein växer i huvudsak blandskog men i dalgången direkt intill orten förekommer jordbruks- och betesmarker. Samhället ligger i dalgången av floden Görtschitz och har en betydande turistverksamhet.
Sedan 1500-talet är orten ett järnbruk. Slottet i Eberstein nämndes under 1100-talet för första gången i en urkund och det fick 1851 en rekonstruktion i nygotisk stil. Intill byggnaden hittades fundament från romartiden. Inom kommunens gränser hittas borgruinen Gillitzstein.
I kommundelen Hochfeistritz finns en försvarskyrka som byggdes mellan 1446 och 1491. Kyrkans altare är från Barocken.

## Orter
Kommunen består av tio orter (Ortschaften) (inom parentes invånarantal 1 januari 2024):

- Baumgarten (12)
- Eberstein (682)
- Gutschen (33)
- Hochfeistritz (71)
- Kaltenberg (32)
- Kulm (18)
- Mirnig (27)
- Rüggen (0)
- St. Oswald (78)
- St. Walburgen (270)